# Andrena albopicta
Andrena albopicta är en biart som beskrevs av Radoszkowski 1874. Andrena albopicta ingår i släktet sandbin, och familjen grävbin. Inga underarter finns listade i Catalogue of Life.